# Skalarni potencial
Skalárni potenciál v matematični fiziki opisuje razmere v katerih je razlika potencialnih energij teles v dveh različnih legah odvisna le od njunih leg in ne od poti, ki ju naredita pri gibanju iz ene lege v drugo. Je skalarno polje v trirazsežnem prostoru – brezsmerna vrednost (skalar), ki je odvisna samo od svoje lege. Znan zgled je gravitacijska (potencialna) energija.
Skalarni potencial je osnovni koncept v vektorski analizi in fiziki (pridevnik skalarni se pogosto izpušča, če ni nevarnosti zamenjave z vektorskim potencialom). Skalarni potencial je zgled skalarnega polja. Za dano vektorsko polje {\displaystyle \mathbf {\vec {F}} \!\,} je skalarni potencial {\displaystyle P\!\,} definiran tako, da velja:
{\displaystyle \mathbf {\vec {F}} =-\mathbf {\vec {\nabla }} P=-\left({\frac {\partial P}{\partial x}},{\frac {\partial P}{\partial y}},{\frac {\partial P}{\partial z}}\right)\!\,,}
kjer je {\displaystyle \mathbf {\vec {\nabla }} P\!\,} gradient potenciala {\displaystyle P\!\,}, drugi del enačbe pa je po dogovoru negativna vrednost za funkcijo v kartezičnih koordinatah {\displaystyle x,y,z\!\,}. V nekaterih primerih lahko matematiki pri definiciji potenciala uporabijo pozitivni predznak pred gradientom. Zaradi te definicije potenciala {\displaystyle P\!\,} v smislu gradienta je smer vektorskega polja {\displaystyle \mathbf {\vec {F}} \!\,} v kateri koli točki smer najstrmejšega zmanjšanja potenciala {\displaystyle P\!\,} v tej točki, njena velikost pa je stopnja tega zmanjšanja na enoto dolžine.
Da bi se lahko vektorsko polje {\displaystyle \mathbf {\vec {F}} \!\,} opisalo le v smislu skalarnega potenciala, mora biti katera koli od naslednjih enakovrednih izjav resnična:
1. {\displaystyle -\int _{a}^{b}\mathbf {\vec {F}} \cdot \mathrm {d} \mathbf {\vec {l}} =P(\mathbf {\vec {b}} )-P(\mathbf {\vec {a}} )\!\,,} kjer integracija poteka preko Jordanovega loka, ki poteka od lege {\displaystyle \mathbf {\vec {a}} \!\,} do lege {\displaystyle \mathbf {\vec {b}} \!\,}, {\displaystyle P(\mathbf {\vec {b}} )\!\,} pa je ovrednoten {\displaystyle P\!\,} v legi {\displaystyle \mathbf {\vec {b}} \!\,}.
2. {\displaystyle \oint \mathbf {\vec {F}} \cdot \mathrm {d} \mathbf {\vec {l}} =0\!\,,} kjer integral poteka skozi poljubno sklenjeno pot, drugače znano kot Jordanova krivulja.
3. {\displaystyle {\nabla }\times {\mathbf {\vec {F}} }=0\!\,.}

Prvi od teh pogojev predstavlja osnovni izrek o gradientu in velja za katero koli vektorsko polje, ki je gradient odvedljivega skalarnega polja z eno vrednostjo {\displaystyle P\!\,}. Drugi pogoj je zahteva za vektorsko polje {\displaystyle \mathbf {\vec {F}} \!\,}, da ga je mogoče izraziti kot gradient skalarne funkcije. Tretji pogoj ponovno izrazi drugi pogoj v smislu rotorja vektorskega polja {\displaystyle \mathbf {\vec {F}} \!\,} z uporabo osnovnega izreka o rotorju. Vektorsko polje {\displaystyle \mathbf {\vec {F}} \!\,}, ki izpolnjuje te pogoje, je potencialno (konservativno).
Skalarni potenciali so pomembni na mnogih področjih fizike in tehnike. Gravitacijski potencial je skalarni potencial, povezan z gravitacijo na enoto mase – pospešek zaradi polja, kot funkcija lege. Gravitacijski potencial je gravitacijska potencialna energija na enoto mase.
V elektrostatiki je električni potencial skalarni potencial, povezan z električnim poljem, to je z elektrostatsko silo na enoto električnega naboja. Električni potencial je v tem primeru elektrostatska potencialna energija na enoto naboja.
V dinamiki tekočin imajo potencialna lamelarna vektorska polja skalarni potencial le v posebnem primeru, ko gre za Laplaceovo polje.
Nekatere vidike jedrske sile je mogoče opisati z Jukavovim potencialom.
Potencial ima vidno vlogo v Lagrangeevih in Hamiltonovih formulacijah klasične mehanike. Poleg tega je skalarni potencial osnovna količina v kvantni mehaniki.
Vsako vektorsko polje nima skalarnega potenciala. Tista, ki ga imajo, se imenujejo potencialna (konservativna), kar ustreza pojmu konservativne sile v fiziki. Zgledi nekonservativnih sil vključujejo torne sile, magnetne sile in v mehaniki tekočin solenoidalno polje hitrosti. S Helmholtzevim razstavitvenim izrekom pa je mogoče vsa vektorska polja opisati v smislu skalarnega potenciala in ustreznega vektorskega potenciala. V elektrodinamiki sta elektromagnetni skalarni in vektorski potencial skupaj znana kot elektromagnetni potencial – (elektromagnetni) četverec potenciala.

## Pogoji integrabilnosti
Če je {\displaystyle \mathbf {\vec {F}} \!\,} potencialno (vektorsko) polje (imenovano tudi konservativno ali polje brez rotorja) in imajo njegove komponente zvezne parcialne odvode, je njegov potencial glede na referenčno točko {\displaystyle \mathbf {\vec {r}} _{0}\!\,} definiran s členi krivuljnega integrala:
{\displaystyle V(\mathbf {\vec {r}} )=-\int _{C}\mathbf {\vec {F}} (\mathbf {\vec {r}} )\cdot \,\mathrm {d} \mathbf {\vec {r}} =-\int _{a}^{b}\mathbf {\vec {F}} (\mathbf {\vec {r}} (t))\cdot \mathbf {\vec {r}} '(t)\,\mathrm {d} t\!\,,}
kjer je {\displaystyle C\!\,} parametrizirana pot od {\displaystyle \mathbf {\vec {r}} _{0}\!\,} do {\displaystyle \mathbf {\vec {r}} \!\,}:
{\displaystyle \mathbf {\vec {r}} (t),a\leq t\leq b,\mathbf {\vec {r}} (a)=\mathbf {\vec {r}} _{0},\mathbf {\vec {r}} (b)=\mathbf {\vec {r}} \!\,.}
Dejstvo, da je krivuljni integral odvisen od poti {\displaystyle C\!\,} samo skozi njeni končni točki {\displaystyle \mathbf {\vec {r}} _{0}\!\,} in {\displaystyle \mathbf {\vec {r}} \!\,}, je v bistvu značilnost neodvisnosti od poti potencialnega vektorskega polja. Osnovni izrek o krivuljnih integralih implicira, da če je {\displaystyle P\!\,} definiran na ta način, potem je {\displaystyle \mathbf {\vec {F}} =-\mathbf {\vec {\nabla }} P\!\,}, tako da je {\displaystyle P\!\,} skalarni potencial konservativnega vektorskega polja {\displaystyle \mathbf {\vec {F}} \!\,}. Skalarnega potenciala ne določa samo vektorsko polje – res, na gradient funkcije ne vpliva, če se ji doda konstanto. Če je {\displaystyle P\!\,} definiran v smislu krivuljnega integrala, dvoumnost {\displaystyle P\!\,} odraža svobodo pri izbiri referenčne točke {\displaystyle \mathbf {\vec {r}} _{0}\!\,}.

## Nadmorska višina kot gravitacijska potencialna energija
Zgled je (skoraj) enakomerno gravitacijsko polje blizu Zemljinega površja. Njegova potencialna enargija {\displaystyle U\!\,} je enaka:
{\displaystyle U=mgh\!\,,}
kjer je {\displaystyle h\!\,} nadmorska višina. To pomeni, da je gravitacijska potencialna energija na konturni karti sorazmerna z nadmorsko višino. Na konturni karti je dvorazsežni negativni gradient nadmorske višine dvorazsežno vektorsko polje, katerega vektorji so vedno ortogonalni na konture in prav tako ortogonalni na smer gravitacije. Toda na hribovitem območju, ki ga predstavlja konturna karta, trirazsežni negativni gradient {\displaystyle U\!\,} vedno kaže naravnost navzdol v smeri gravitacije – {\displaystyle \mathbf {\vec {F}} \!\,}. Vendar se žoga, ki se kotali po hribu navzdol, ne more premakniti neposredno navzdol zaradi normalne sile površine hriba, ki izniči komponento gravitacije, pravokotno na površino hriba. Komponenta gravitacije, ki ostane za premikanje žoge, je vzporedna s površino:
{\displaystyle \mathbf {\vec {F}} _{\mathrm {S} }=-mg\ \sin \theta \!\,,}
kjer je {\displaystyle \theta \!\,} kot naklona, komponenta {\displaystyle \mathbf {\vec {F}} _{\mathrm {S} }\!\,}, pravokotna na gravitacijo, pa je:
{\displaystyle \mathbf {\vec {F}} _{\mathrm {P} }=-mg\ \sin \theta \ \cos \theta =-{\frac {1}{2}}mg\sin 2\theta \!\,.}
Ta sila {\displaystyle \mathbf {\vec {F}} _{\mathrm {P} }\!\,}, vzporedna s tlemi, je največja pri {\displaystyle \theta =45^{\circ }\!\,}.
Naj je {\displaystyle \Delta h\!\,} enotni interval nadmorske višine med konturama na konturni karti in naj bo {\displaystyle \Delta x\!\,} razdalja med dvema konturama. Potem velja:
{\displaystyle \theta =\tan ^{-1}{\frac {\Delta h}{\Delta x}}\!\,,}
tako, da je:
{\displaystyle F_{\mathrm {P} }=-mg{\frac {\Delta x\,\Delta h}{\Delta x^{2}+\Delta h^{2}}}\!\,.}
Vendar pa je na konturni karti gradient obratno sorazmeren z {\displaystyle \Delta x\!\,}, kar ni podobno sili {\displaystyle \mathbf {\vec {F}} _{\mathrm {P} }\!\,} – nadmorska višina na konturni karti ni ravno dvorazsežno potencialno polje. Velikosti sil so različne, vendar so smeri sil enake na konturni karti kot tudi na hribovitem območju Zemljinega površja, ki ga predstavlja konturna karta.

## Tlak kot vzgonski potencial
V mehaniki tekočin je tekočina v statičnem ravnovesju, vendar v prisotnosti enakomernega gravitacijskega polja, prežeta z enakomerno silo vzgona, ki izniči gravitacijsko silo – tako tekočina ohranja svoje ravnovesje. Ta sila vzgona {\displaystyle \mathbf {\vec {F}} _{\mathrm {v} }\!\,} je negativni gradient tlaka:
{\displaystyle \mathbf {\vec {F}} _{\mathrm {v} }=-\mathbf {\vec {\nabla }} p\!\,.}
Ker sila vzgona kaže navzgor, v smeri, ki je nasprotna gravitaciji, se tlak v tekočini povečuje navzdol. Tlak v statičnem vodnem telesu narašča sorazmerno z globino pod gladino vode. Površine stalnega tlaka so ravnine, vzporedne s površino, ki se jih lahko označi kot ravnino ničelnega tlaka.
Če ima tekočina navpični vrtinec (katerega vrtilna os je pravokotna na površino), potem vrtinec povzroči padec v tlačnem polju. Površina tekočine znotraj vrtinca je povlečena navzdol, tako kot vse površine enakega tlaka, ki še vedno ostanejo vzporedne s površino tekočine. Učinek je najmočnejši znotraj vrtinca in hitro upada z oddaljenostjo od vrtilne osi vrtinca.
Silo vzgona zaradi tekočine na trdno telo, potopljeno in obdano s to tekočino, je mogoče dobiti z integracijo gradienta negativnega tlaka vzdolž površine telesa:
{\displaystyle \mathbf {\vec {F}} _{\mathrm {v} }=-\oint _{S}\nabla p\cdot \,\mathrm {d} \mathbf {\vec {S}} \!\,.}

## Skalarni potencial v evklidskem prostoru
V trirazsežnem evklidskem prostoru {\displaystyle \mathbb {R} ^{3}\!\,} je skalarni potencial potencialnega vektorskega polja {\displaystyle \mathbf {\vec {E}} \!\,} dan z
{\displaystyle \Phi (\mathbf {\vec {r}} )={\frac {1}{4\pi }}\int _{\mathbb {R} ^{3}}{\frac {\nabla \cdot \mathbf {\vec {E}} (\mathbf {\vec {r}} ')}{\|\mathbf {\vec {r}} -\mathbf {\vec {r}} '\|}}\,\mathrm {d} V(\mathbf {\vec {r}} ')\!\,,}
kjer je {\displaystyle \mathrm {d} V(\mathbf {\vec {r}} ')\!\,} infinitezimalni prostorninski element glede na {\displaystyle \mathbf {\vec {r}} \!\,}. Potem velja:
{\displaystyle \mathbf {\vec {E}} =-\mathbf {\vec {\nabla }} \Phi =-{\frac {1}{4\pi }}\nabla \int _{\mathbb {R} ^{3}}{\frac {\nabla \cdot \mathbf {\vec {E}} (\mathbf {\vec {r}} ')}{\|\mathbf {\vec {r}} -\mathbf {\vec {r}} '\|}}\,\mathrm {d} V(\mathbf {\vec {r}} ')\!\,.}
To velja pod pogojem, da je {\displaystyle \mathbf {\vec {E}} \!\,} zvezno in asimptotično izgine na nič proti neskončnosti, upada hitreje kot {\displaystyle 1/r\!\,} in, če divergenca {\displaystyle \mathbf {\vec {E}} \!\,} prav tako izgine proti neskončnosti, upada hitreje kot {\displaystyle 1/r^{2}\!\,}
Zapisano na drug način naj je:
{\displaystyle \Gamma (\mathbf {\vec {r}} )={\frac {1}{4\pi }}{\frac {1}{\|\mathbf {\vec {r}} \|}}\!\,}
Newtonov potencial. To je fundamentalna rešitev Laplaceove enačbe, kar pomeni, da je Laplaceov operator {\displaystyle \Gamma \!\,} enak negativni Diracovi funkciji delta:
{\displaystyle \nabla ^{2}\Gamma (\mathbf {\vec {r}} )+\delta (\mathbf {\vec {r}} )=0\!\,.}
Potem je skalarni potencial divergenca konvolucije {\displaystyle \mathbf {\vec {E}} \!\,} z {\displaystyle \Gamma \!\,}:
{\displaystyle \Phi =\nabla \cdot (\mathbf {\vec {E}} *\Gamma )\!\,.}
Konvolucija potencialnega vektorskega polja z rotacijsko invariantnim potencialom je prav tako potencialna. Za potencialno vektorsko polje {\displaystyle \mathbf {\vec {G}} \!\,} se lahko pokaže, da velja:
{\displaystyle \nabla ^{2}\mathbf {\vec {G}} =\nabla (\nabla \cdot {}\mathbf {\vec {G}} )\!\,.}
Zato:
{\displaystyle \nabla (\nabla \cdot (\mathbf {\vec {E}} *\Gamma ))=\nabla ^{2}(\mathbf {\vec {E}} *\Gamma )=\mathbf {\vec {E}} *\nabla ^{2}\Gamma =-\mathbf {\vec {E}} *\delta =-\mathbf {\vec {E}} \!\,,}
kot je zahtevano.
Na splošno formula:
{\displaystyle \Phi =\nabla \cdot (\mathbf {\vec {E}} *\Gamma )\!\,}
velja v {\displaystyle n\!\,}-razsežnem evklidskem prostoru ({\displaystyle n>2\!\,}) z Newtonovin potencialom, potem danim kot:
{\displaystyle \Gamma (\mathbf {\vec {r}} )={\frac {1}{n(n-2)\omega _{n}\|\mathbf {\vec {r}} \|^{n-2}}}\!\,,}
kjer je {\displaystyle \omega _{n}\!\,} prostornina enotske {\displaystyle n\!\,}-krogle. Dokaz je enak. Druga možnost je integracija po delih (ali, bolj strogo, značilnosti konvolucije), ki da:
{\displaystyle \Phi (\mathbf {\vec {r}} )=-{\frac {1}{n\omega _{n}}}\int _{\mathbb {R} ^{n}}{\frac {\mathbf {\vec {E}} (\mathbf {\vec {r}} ')\cdot (\mathbf {\vec {r}} -\mathbf {\vec {r}} ')}{\|\mathbf {\vec {r}} -\mathbf {\vec {r}} '\|^{n}}}\,\mathrm {d} V(\mathbf {\vec {r}} ')\!\,.}